# Port-Menier
Port-Menier is een vissersplaats op het eiland Anticosti, in de Canadese provincie Québec. De plaats werd gebouwd in de late negentiende eeuw door de Franse chocolademaker Henri Menier.
Het dorp is het centrum van het eiland Anticosti. De bevolking verdubbelt in de zomer met seizoensarbeiders en toeristen. De economische pijlers zijn het outdoortoerisme, vooral hertenjacht, en de bosbouw/boskap. Voorzieningen in Port-Menier zijn: levensmiddelenwinkels, benzinestation, bank, autoverhuur, restaurant en overnachtingsmogelijkheden.
Port-Menier is bereikbaar via een veerboot die vaart tussen Sept-Îles, Port-Menier en Havre-Saint-Pierre, en andere bestemmingen langs de noordoever van de Sint-Laurens. Deze dienst wordt verzorgd door Relais Nordik en vaart van april tot januari. Het nabijgelegen vliegveld van Port-Menier biedt ook vervoersmogelijkheden voor de plaats.

## Geschiedenis

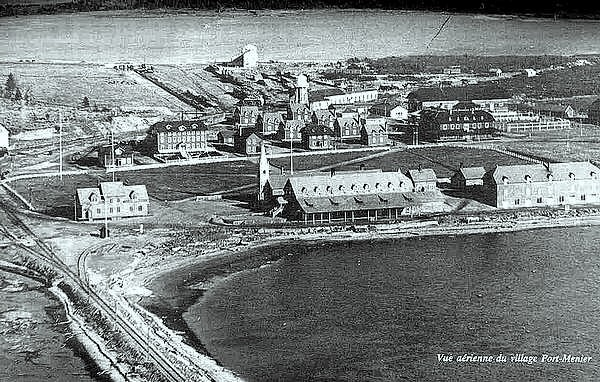
Port-Menier rond 1920

In 1680 werd Louis Jolliet de eerste eigenaar en heer van het hele eiland Anticosti. Samen met hem arriveerden de eerste kolonisten op het eiland. Maar er vond geen ontwikkeling van betekenis plaats tot 1895 toen Henri Menier het eiland kocht en er een zelfvoorzienende heerlijkheid hoopte op te zetten.
In 1895 stichtte hij een nederzetting in Bay Sainte-Claire, maar de baai bleek te ondiep voor de grote schepen die hij nodig had. In 1900 verplaatste hij de nederzetting naar Ellis Bay en vestigde Port-Menier langs de waterkant met een 1000 meter lange kade. Hij investeerde een aanzienlijk bedrag in de bouw van een houtzagerij ten behoeve van de houtkap die zachthout oogstte voor timmerhout voor de bouw en houtpulp voor de fabricage van papierproducten. De gemeenschap draaide om een nieuwe conservenfabriek die profiteerde van de overvloedige aanvoer van vis en kreeften. De stad had zijn eigen ziekenhuis, school, rooms-katholieke kerk, winkel, bank, bakkerij, hotel, plus woningen en kamers voor de arbeiders en een herenhuis in Scandinavische stijl met 30 kamers voor hemzelf. Toen het eiland klaar was, woonden er 800 permanente bewoners, waarvan de meesten Frans-Canadezen waren. Bewoners en bedrijven bevoorraadden zich met een zeilschip dat Menier tussen Québec en de Gaspé liet varen en haalden steenkool uit de mijnen in Sydney, Nova Scotia.
Na de dood van Henri Menier bleven het eiland en het dorp in zijn familie tot 1926, waarna het eigendom werd van een opeenvolging van houtkapbedrijven. Het dorp was daardoor niet veel meer dan een bedrijfsstadje en kende weinig ontwikkeling. In 1974 kocht de regering van Quebec het eiland en in 1984 werd er een functionerende gemeenteraad opgericht.